# Sezamova ulica
Sesame Street je ameriški izobraževalni otroški televizijski program, ki se predvaja od leta 1969. Primarna ciljna skupina so predšolski otroci.

## Zgodovina
Zamisel za Sesame Street je nastala leta 1966 med pogovorom med televizijsko producentko Joan Ganz Cooney (1929) in podpredsednikom fundacije Carnegie Lloydom Morrisettom (1929-2023). Njihov cilj je bil ustvariti otroški program, ki bi "ujel zasvojljivo kakovost televizije in naredil nekaj dobrega z njo. Po dveh letih raziskav je novoustanovljena Children's Television Workshop (CTW) prejela nepovratna sredstva v vrednosti 8 milijonov USD (50 milijonov USD v trenutna vrednost) fundacije Carnegie, fundacije Ford in vlade Združenih držav, da bi ustvarili in producirali novo otroško predstavo, ki je bila premierno prikazana 10. novembra 1969. Ob 40. obletnici oddaje leta 2009 so Sesame Street predvajali po televiziji v 120 državah in po vsem svetu je bilo ustvarjenih 20 različic oddaje.

## Seznam filmov
- 1985: Sesame Street Presents: Follow That Bird
- 1999: The Adventures of Elmo in Grouchland